# Влатковићи
Влатковићи су насељено мјесто у општини Кнежево, Република Српска, БиХ. Према попису становништва из 1991. у насељу је живјело 730 становника.

## Становништво
По посљедњем службеном попису становништва из 1991. године, насељено мјесто Влатковићи имало је 730 становника.
| Националност       | 1991.        | 1981. | 1971. |
| Срби               | 725 (99,32%) |       |       |
| Хрвати             | 3 (0,41%)    |       |       |
| Југословени        | 1 (0,14%)    |       |       |
| остали и непознато | 1 (0,14%)    |       |       |
| Укупно             | 730          | '     | '     |

| Демографија | Демографија | Демографија |
| Година      | Становника  | Становника  |
| ----------- | ----------- | ----------- |
| 1961.       | 489         |             |
| 1971.       | 1.124       |             |
| 1981.       | 1.017       |             |
| 1991.       | 721         |             |